# Евланов, Георгий Павлович
Гео́ргий (Его́р) Па́влович Евла́нов (21 февраля 1873, Москва — 1932) — русский архитектор, один из мастеров московского модерна.

## Биография
Родился 21 февраля 1873 года в семье Курской губернии города Дмитриев мещанина Павла Петровича Евланова и Варвары Олимпиевны. Крещен в храме Феодора Студита у Никитских ворот.
В 1892 году окончил Строгановское училище технического рисования, после чего поступил в Московское училище живописи, ваяния и зодчества (МУЖВЗ). Окончил МУЖВЗ в 1899 году со званием классного художника архитектуры и Большой серебряной медалью. Во время обучения в училище совершил пенсионерскую поездку за границу. Работал помощником архитектора Р. И. Клейна. В 1901—1908 годах служил сверхштатным техником Строительного отделения Московского губернского правления. В 1907 году был назначен архитектором Лазаревского института.
После Октябрьской революции в 1918 году по рекомендации архитекторов И. В. Жолтовского и А. Е. Сергеева Г. П. Евланов назначен заведующим XII Московским районом в Строительном отделе Бюро Московского совета районных дум. Дальнейшая судьба архитектора неизвестна.
По мнению доктора искусствоведения М. В. Нащокиной, наиболее значительными произведениями зодчего являются доходный дом Иерусалимского Патриаршего подворья на Гоголевском бульваре и завод Товарищества русско-французских заводов резиновых и телеграфных производств.
Родной брат архитекторов Н. П. Евланова и А. П. Евланова.
Похоронен на Ваганьковском кладбище.

## Проекты и постройки в Москве
- 1905 — Доходный дом Иерусалимского Патриаршего подворья; Гоголевский бульвар, 29, ценный градоформирующий объект[5];
- 1905 — Дом причта Иерусалимского Патриаршего подворья; Филипповский переулок, 18—20, ценный градоформирующий объект[5];

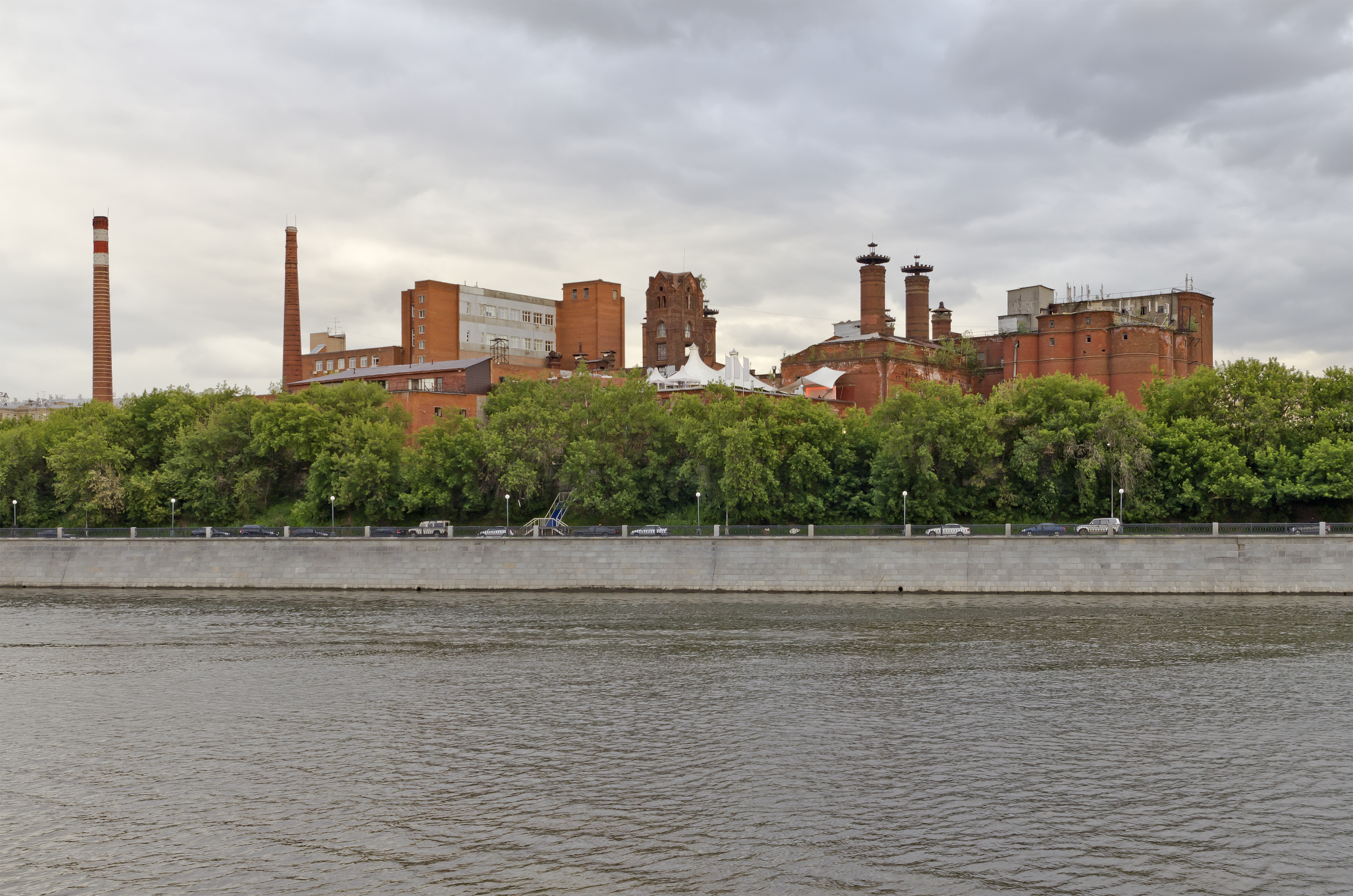
Трёхгорный пивоваренный завод
В центре — надстройка 1906 года

- 1906 — Надстройка помещений для розлива и отправки пива на Трёхгорном пивоваренном заводе; Кутузовский проспект, 12, выявленный объект культурного наследия[5];
- 1908 — Доходный дом; Филипповский переулок, 22; перестроен, в настоящее время в здании размещается Посольство Туркменистана;
- 1910 — Надстройка доходного дома; Плющиха, 22;
- 1914—1917 — Завод Товарищества русско-французских заводов резиновых и телеграфных производств; Электрозаводская улица, 21, выявленный объект культурного наследия, характерная часть, неоготическая отделка фасада бывшего МЭЛЗ[5];
- 1923 — Перестройка и ремонт Мещанской полицейской части; улица Щепкина, 23 — адрес не точный.